# Насадка далекомірна
Насадка далекомірна (рос. насадка дальномерная, англ. telemeter head, нім. Telemeterdüse f) — складова частина оптичного далекоміра подвійного зображення, надівається на об'єктивну частину зорової труби теодоліта. Дає можливість вимірювання відстані оптичним способом при маркшейдерських зйомках.